# Ommexechidae
Ommexechidae zijn een familie van rechtvleugelige insecten die behoren tot de kortsprietigen. De familie werd voor het eerst wetenschappelijk gepubliceerd door Bolívar in 1884.
De soorten binnen de familie komen voor in Zuid-Amerika. Het zijn kleine tot middelgrote sprinkhanen met een grijsbruine kleur.

## Taxonomie
De familie telt 33 soorten binnen 13 geslachten:
- Onderfamilie Aucacridinae Rehn, 1943
  - Geslacht Aucacris Hebard, 1929
  - Geslacht Conometopus Blanchard, 1851
  - Geslacht Cumainocloidus Bruner, 1913
  - Geslacht Neuquenina Rosas Costa, 1954
- Onderfamilie Illapeliinae Carbonell & A. Mesa, 1972
  - Geslacht Illapelia Carbonell & Mesa, 1972
- Onderfamilie Ommexechinae Bolívar, 1884
  - Geslacht Calcitrena Eades, 1961
  - Geslacht Clarazella Pictet & Saussure, 1887
  - Geslacht Descampsacris Ronderos, 1972
  - Geslacht Graea Philippi, 1863
  - Geslacht Ommexecha Serville, 1831
  - Geslacht Pachyossa Rehn, 1913
  - Geslacht Spathalium Bolívar, 1884
  - Geslacht Tetrixocephalus Gurney & Liebermann, 1963